# Bibelkunde
Unter Bibelkunde versteht man die Kenntnis von Aufbau und Inhalt des Kanons und der einzelnen biblischen Bücher sowie die Vermittlung dieser Kenntnis durch Unterricht oder Lehrbücher und Lernhilfen. Für die Bibelkundeprüfung wird auch – aus dem Lateinischen – der Begriff Biblicum verwendet. Lehrveranstaltungen und Bücher zur Bibelkunde können entweder nur das Alte bzw. nur das Neue Testament oder beides zum Thema haben.
Bibelkunde als Fach ist zu unterscheiden von der eigentlichen Bibelwissenschaft. Die Bibelkunde dient im Rahmen des Theologiestudiums der Vorbereitung auf das  Studium der Bibelwissenschaften. Dieses umfasst, geteilt in die Fächer Altes Testament und Neues Testament, die folgenden Disziplinen: Die Einleitung in das Alte bzw. in das Neue Testament (Entstehungsgeschichte der biblischen Bücher), die Exegese der einzelnen Bücher, die Geschichte Israels bzw. die neutestamentliche Zeitgeschichte und die Theologie und Hermeneutik des Alten bzw. des Neuen Testaments.

## Lehrbücher und Lernhilfen

### Altes und Neues Testament
- Lukas Bormann: Bibelkunde. Altes und Neues Testament (= UTB 2674 UTB basics). Vandenhoeck & Ruprecht, Göttingen 2005, ISBN 3-525-03611-6.
- Heinrich A. Mertens: Handbuch der Bibelkunde. Literarische, historische, archäologische, religionsgeschichtliche, kulturkundliche, geographische Aspekte des Alten und Neuen Testaments. Ein Arbeitsbuch für Unterricht und Predigt. 2., neu bearbeitete Auflage. Patmos-Verlag, Düsseldorf 1984, ISBN 3-491-78326-7 (Nachdruck der 2., neu bearbeiteten Auflage. ebenda 1997, ISBN 3-491-77021-1).
- Horst Dietrich Preuß, Klaus Berger: Bibelkunde des Alten und Neuen Testaments.
1. Teil: Altes Testament. 7., durchgesehene Auflage. A. Francke Verlag, Tübingen 2003, ISBN 978-3-7720-2998-1.
2. Teil: Neues Testament; Register der biblischen Gattungen und Themen; Arbeitsfragen und Antworten. 6., durchgesehene Auflage. A. Francke Verlag, Tübingen 2003, ISBN 978-3-7720-2999-8.
- Claus Westermann, Ferdinand Ahuis, Jürgen Wehnert: Calwer Bibelkunde. Altes Testament, Apokryphen, Neues Testament. 14., völlig neu bearbeitete und erweiterte Auflage. Calwer Verlag, Stuttgart 2001, ISBN 3-7668-3714-1.
- Axel Wiemer: Lernkarten Bibelkunde (= UTB 3207). 3., aktualisierte Auflage. Vandenhoeck & Ruprecht, Göttingen 2018, ISBN 978-3-8252-4988-5.

### Altes Testament
- Matthias Augustin; Jürgen Kegler: Bibelkunde des Alten Testaments. Ein Arbeitsbuch. 3. Aufl., Gütersloher Verl.-Haus, Gütersloh 2010, ISBN 978-3-579-00079-4.

- Martin Rösel: Bibelkunde des Alten Testaments. Die kanonischen und apokryphen Schriften. 10., veränderte Auflage. Vandenhoeck & Ruprecht, Neukirchener Theologie, Göttingen 2018, ISBN 978-3-7887-3334-6.

### Neues Testament
- Klaus-Michael Bull: Bibelkunde des Neuen Testaments. Die kanonischen Schriften und die Apostolischen Väter. Überblicke – Themakapitel – Glossar. 8., veränderte Auflage, Vandenhoeck & Ruprecht, Göttingen 2019, ISBN 978-3-7887-3384-1.

## Einzelbeleg
1. ↑  zur Bibelkunde-Prüfung an der Universität Frankfurt/Main